# Бунафша
Бунафша́ (тадж. Бунафша) — село у складі Хатлонської області Таджикистану. Входить до складу Даркадського джамоату Фархорського району.
Назва означає фіалка. Колишня назва — Новабад.
Населення — 1010 осіб (2010; 980 в 2009).